# Världsbild
En världsbild (Världsalltet) avser föreställningar om tillvarons beskaffenhet och världsalltets uppbyggnad. Det kan gälla kulturers, samhällens, gruppers eller enskilda människors uppfattning om universum, och är i allmänhet en betydande del i dessas världsåskådning. 
Världsbilden har tagit sig vitt skilda uttryck under århundradena och i olika kulturer. Naturvetenskapliga insikter om himlakropparnas rörelser är sena företeelser och studiet av dessa var länge sammankopplat med astrologin, som kopplar stjärnors och planeters rörelser, kallat makrokosmos, till människors själsliga egenskaper, kallat mikrokosmos. En deterministisk världsbild växte fram under 1800-talet, men har inom fysiksamfundet för många blivit obsolet till förmån för en öppnare variant med kvantosäkerhet och kaosteori. 
Historiska skeden avgränsas bland annat av paradigmskiften inom vetenskapsområden som astronomi, geologi och biologi.

## Utveckling

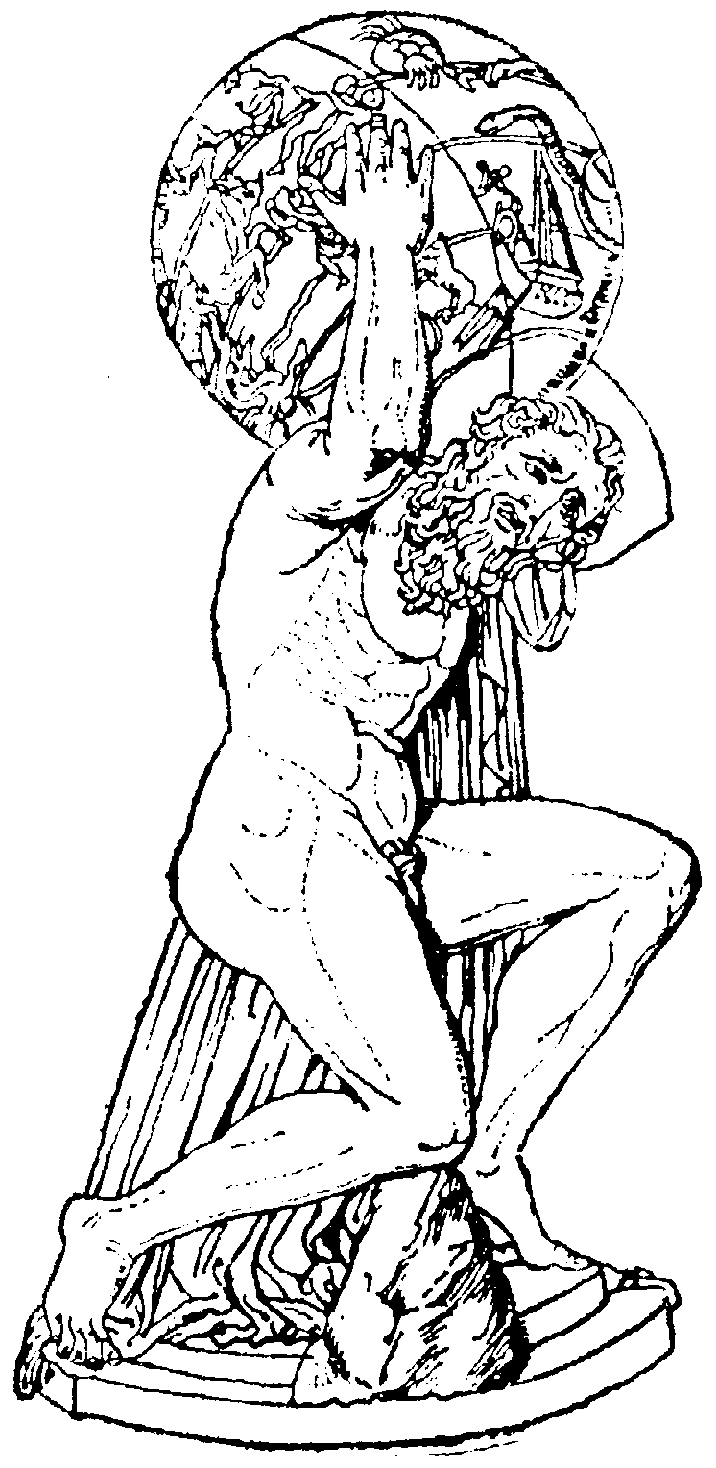
Titanen Atlas bär världen

Världsbildens förändring över tiden har tagit sig vitt skiftande uttryck i den bild som olika kulturer har gjort sig av omvärlden i smått och stort. Föreställningar om universum, Jordens och livets tillkomst och de krafter som styr världen har givits skilda mytologiska tolkningar. Uppfattningen om världen har genomgått en drastisk utveckling, från mytologiska skapelseberättelser fram till dagens vetenskapliga kunskap om universum, och en numera vanlig materiell världsbild utan gudomlighet. 
I de antika kulturerna i Egypten och Babylon, och ännu äldre megalitkultur i NV-Europa, de tidiga kinesiska och japanska kulturerna samt mayakulturen i Mellanamerika hade man redan årtusenden före vår tidräknings början skaffat sig en ingående kännedom om Solens, Månens och planeternas rörelser i förhållande till fixstjärnesfären. Insikter som medförde att man kunde utarbeta kalendrar, vars noggrannhet överträffats först under det senaste århundradet. Himlakropparnas rumsliga lägen och dessas och Jordens inbördes storleksförhållanden hade man dock ingen möjlighet att bedöma.
Under antikens lopp kom Aristarchos' idéer att övertrumfas av Aristoteles och den geocentriska världsbilden blev det förhärskande under 1 500 år och konsoliderad, då den antogs av kyrkan.